# Castel de Cabra
Castel de Cabra és un municipi d'Aragó a la província de Terol i enquadrada a la comarca de les Conques Mineres.